# Cerro Navia
Cerro Navia este un oraș și comună din provincia Santiago, regiunea Metropolitană Santiago, Chile, cu o populație de 148.312 locuitori (2012) și o suprafață de 11,1 km2.